# Rue des Orfèvres
Rue des Orfèvres är en gata i Quartier Saint-Germain-l'Auxerrois i Paris första arrondissement. Gatan är uppkallad efter guldsmedernas (franska: orfèvres) skrå som här lät uppföra Chapelle Saint-Éloi under 1500-talet. Rue des Orfèvres börjar vid Rue Saint-Germain-l'Auxerrois 6–10 och slutar vid Rue Jean-Lantier 15.

## Bilder
| - Gatuskylt. - Chapelle Saint-Éloi, numera dekonsekrerat. - Rue des Orfèvres nummer 9. |

## Omgivningar
- Saint-Germain-l'Auxerrois
- Sainte-Chapelle
- Louvren
- Tuilerierna
- Rue des Deux-Boules
- Rue des Lavandières-Sainte-Opportune
- Rue Bertin-Poirée
- Quai des Orfèvres

## Kommunikationer
- Tunnelbana – linje  – Pont Neuf
- Busshållplats Pont-Neuf – Quai du Louvre – Paris bussnät

### Webbkällor
- ”Rue des Orfèvres”. Mairie de Paris. https://web.archive.org/web/20160303185055/http://www.v2asp.paris.fr/commun/v2asp/v2/nomenclature_voies/Voieactu/6848.nom.htm. Läst 3 mars 2023.
- ”Rue des Orfèvres”. Les rues de Paris. https://web.archive.org/web/20191218182205/http://www.parisrues.com/rues01/paris-01-rue-des-orfevres.html. Läst 3 mars 2023.